# تومي سميث (أستاذ جامعي)
تومي سميث (بالإنجليزية: Tommy Smith)‏ هو عازف جاز وملحن بريطاني، ولد في 27 أبريل 1967 في إدنبرة في المملكة المتحدة.

## وصلات خارجية
- تومي سميث على موقع ميوزك برينز (الإنجليزية)
- تومي سميث على موقع أول ميوزيك (الإنجليزية)
- تومي سميث على موقع ديسكوغز (الإنجليزية)